# 春日神社 (高浜市)
春日神社（かすがじんじゃ）は、愛知県高浜市春日町に鎮座する神社。旧社格は郷社。高浜の総氏神である。

## 祭神
- 天津児屋根命
- 武甕槌神
- 姫大神
- 経津主命
- 保食神
- 吉備臣建日子命
- 天押雲命[1]

## 歴史
創建年代は定かではない。往古は天津児屋根命は大明神山に、武甕槌命は鹿島に、経津主命は古宮に、姫大神は古春日に鎮座されていた。この4柱の神を古春日の地に合祀し、春日大明神と称した。建武（1334年）以降兵乱相次ぎ、春日神社も兵火に罹り旧記を失ったと伝えられる。永正年間（1504年 - 1520年）に鎮座地を今の社地に移した。
春日神社は高浜の総氏神である。古来高浜は十組の集落に分かれ、各組にはそれぞれ鎮守の神祠があって、異なった祭日をもちこれに奉仕していた。春日神社はそれらの各集落の総氏神として、各組挙ってこれに奉仕し、敬仰最も篤かったことが記録に残っている。

## 祭礼

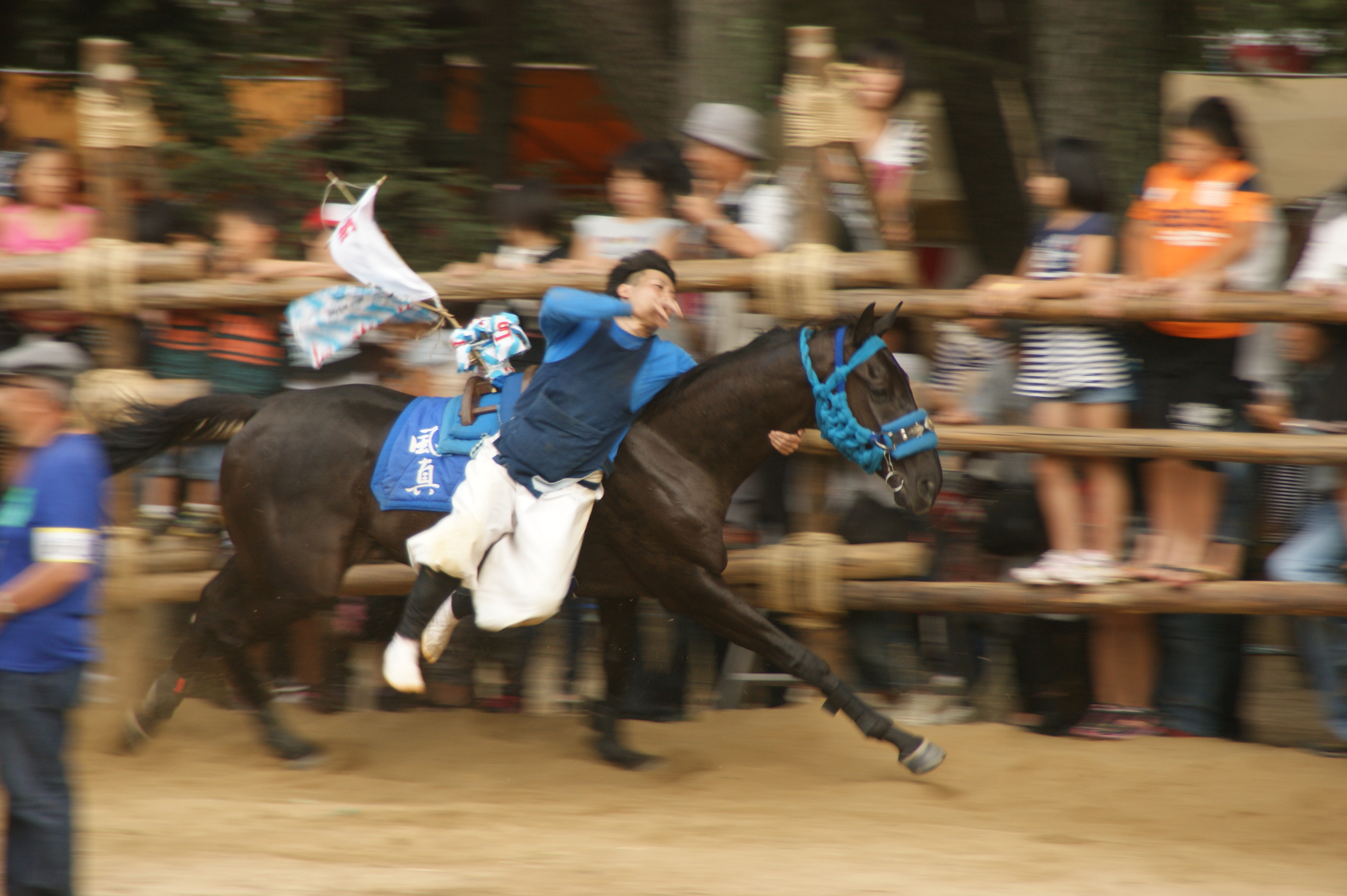
御馬塔（おまんと）祭り

10月の第1日曜日とその前日の土曜日には例祭としておまんと祭り（御馬塔祭り）が行われている。人馬一体となって駆け抜けていく勇壮な祭礼であり、高浜市指定無形民俗文化財に指定されている。
おまんと祭りの記録は享和3年（1803年）の「高浜村祭礼之由来」が最も古い。現在は7町が馬を出し、上は青木町・春日町・沢渡町・稗田町、下は碧海町・二池町・田戸町となっている。このおまんとの奉納にあたり、8月下旬に7町から祭礼のシンボルである「神馬」を出す町が決定される。以後、神馬の町は全責任者である「大目付」のもとに「氏子委員」「馬目付」「若衆頭長」が中心となって祭礼が運営される。
西三河地方の旧碧海郡及び知多半島の知多湾沿岸地域でも「おまんと」などのかけ馬の神事が奉納されているが、中でも高浜の「おまんと」はその規模と若衆の意気において近郷に名高く、祭礼には他地域からも多くの参詣者を集めている。
また毎月の第1、第3、第4日曜日の10:00より月次祭、旬祭が執り行われており、その際に初宮参り、車の交通安全祈願祭、厄払いなどの一般祈祷も合わせて行われている。

## 境内

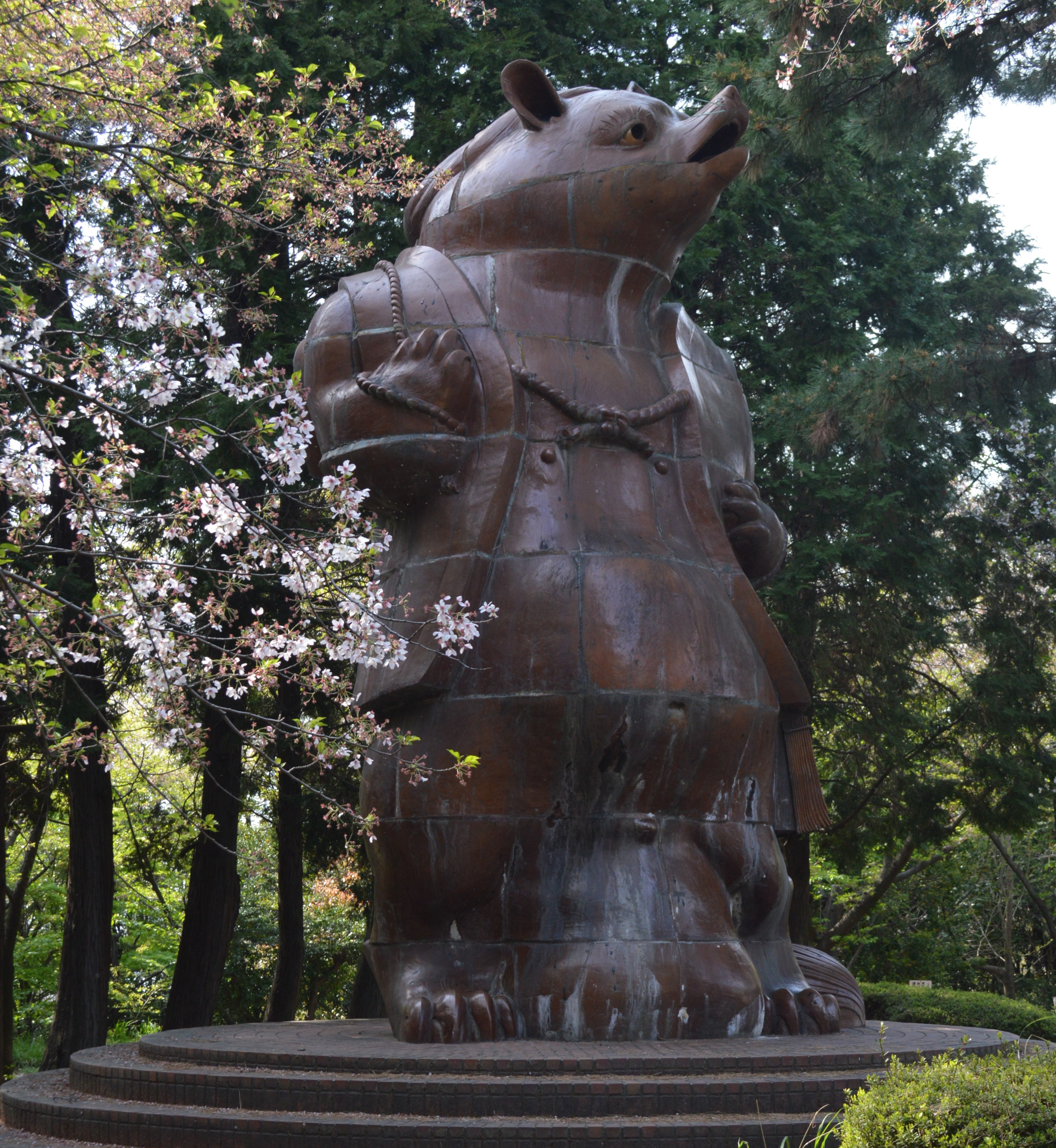
大山緑地の大たぬき

境内は大山緑地と呼ばれる海抜約17mの丘である。昭和39年（1964年）に建立された陶管焼のタヌキ像は「大山緑地の大タヌキ」と呼ばれる。高さは5.2m、胴回りは8mあり、胴回りの長さは陶管製の像として日本一とされる。
境内には桜や藤、紅葉、松、檜、榊など多くの木々があり、自然豊かである。特に桜は「大山の千本桜」と言われ、毎年ライトアップもされ、桜まつりなども開催されている。また秋にも心字池周辺の紅葉のライトアップも行われている。。

### 境内社
- 八剱社（はっけんしゃ）
- 津島神社
- 高浜神社（旧靖国神社）
- 御鍬社
- 森前秋葉神社
- 山ノ神社
- 金刀比羅神社
- 稲荷社
- 若宮神社
- 秋葉社
- 服部天満宮
- 津島社

## 文化財

##### 高浜市指定文化財
- 石造狛犬
- 瓦焼狛犬
- 絵馬「高浜湊図」
- おまんと祭り(高浜市無形民俗文化財)

## 現地情報
所在地
- 愛知県高浜市春日町2丁目1番地8

交通アクセス
- 名鉄三河線 三河高浜駅から徒歩で約10分。